# Episodi di Believe
La prima e unica stagione della serie televisiva Believe è stata trasmessa in prima visione negli Stati Uniti d'America sul canale NBC dal 10 marzo al 9 luglio 2014. Il tredicesimo episodio corrisponde in realtà a uno precedentemente scartato e trasmesso un mese dopo la trasmissione del dodicesimo episodio, fuori continuità con la storia.
In Italia la stagione è stata trasmessa in prima visione da Premium Action, canale a pagamento della piattaforma Mediaset Premium, dal 12 novembre 2014 al 28 gennaio 2015 e in chiaro da Italia 2 a partire dal 16 novembre 2015. Il tredicesimo episodio non è stato trasmesso su Premium Action mentre viene trasmesso per la prima volta in chiaro su Italia 2 il 12 gennaio 2016.
| nº | Titolo originale | Titolo italiano             | Prima TV USA   | Prima TV Italia  |
| -- | ---------------- | --------------------------- | -------------- | ---------------- |
| 1  | Pilot            | Una via d'uscita            | 10 marzo 2014  | 12 novembre 2014 |
| 2  | Beginner's Luck  | La fortuna del principiante | 16 marzo 2014  | 19 novembre 2014 |
| 3  | Origin           | La promessa                 | 23 marzo 2014  | 26 novembre 2014 |
| 4  | Defection        | Defezione                   | 30 marzo 2014  | 3 dicembre 2014  |
| 5  | White Noise      | Fuga di notizie             | 6 aprile 2014  | 10 dicembre 2014 |
| 6  | Sinking          | La verità                   | 13 aprile 2014 | 17 dicembre 2014 |
| 7  | Bang and Blame   | Un motivo per tornare       | 20 aprile 2014 | 24 dicembre 2014 |
| 8  | Together         | Insieme                     | 27 aprile 2014 | 31 dicembre 2014 |
| 9  | Prodigy          | Talento                     | 4 maggio 2014  | 7 gennaio 2015   |
| 10 | Collapse         | Il crollo                   | 25 maggio 2014 | 14 gennaio 2015  |
| 11 | Revelation       | Rivelazione                 | 1º giugno 2014 | 21 gennaio 2015  |
| 12 | Second Chance    | Un'altra occasione          | 15 giugno 2014 | 28 gennaio 2015  |
| 13 | Perception       | Strane visioni              | 9 luglio 2014  | 12 gennaio 2016  |